# Lista de presidentes do Cruzeiro Esporte Clube
Esta é uma lista de presidentes do Cruzeiro Esporte Clube.
| Presidente                 | Mandato    |
| -------------------------- | ---------- |
| Aurélio Noce               | 1921-1922  |
| Alberto Noce               | 1923-1924  |
| Américo Gasparini          | 1925-1926  |
| Antonio Falci              | 1927       |
| Américo Gasparini          | 1928       |
| Antonio Falci              | 1929-1930  |
| Braz Pellegrino            | 1927-1928  |
| Lidio Lunardi              | 1931-1932  |
| José Viana de Souza        | 1933       |
| Miguel Perrela             | 1933-1936  |
| Romeo de Paoli             | 1936       |
| Osvaldo Pinto Coelho       | 1936-1940  |
| Ennes Cyro Poni            | 1941-1942  |
| Junta Governativa1         | 1942       |
| Mário Grosso               | 1942-1947  |
| Fernando Tamietti          | 1947, 1950 |
| Antônio Cunha Lobo         | 1947-1949  |
| Antônio Alves Simões       | 1949       |
| Manoel F. Campos           | 1950       |
| Divino Ramos               | 1951       |
| José Greco                 | 1952-1953  |
| Wellington Armanelli       | 1954       |
| José Francisco Lemos Filho | 1954       |
| José Greco                 | 1955       |
| Eduardo S. Bambirra        | 1955-1956  |
| Manoel A. de Carvalho      | 1957-1958  |
| Antonio Braz Lopes Pontes  | 1959-1960  |
| Felicio Brandi             | 1961-1982  |
| Carmine Furletti           | 1983-1984  |
| Benito Masci               | 1985-1990  |
| Salvador Masci             | 1990       |
| César Masci                | 1991-1994  |
| Zezé Perrella              | 1995-2002  |
| Alvimar de Oliveira Costa  | 2003-2008  |
| Zezé Perrella              | 2009-2011  |
| Gilvan de Pinho Tavares    | 2012-2017  |
| Wagner Pires de Sá         | 2018-2019  |
| José Dalai Rocha           | 2019-2020  |
| Sérgio Santos Rodrigues    | 2020-2023  |
| Lidson Potsch              | 2024-      |

1.↑  - Em 1942, ano em que o Palestra Itália passou a se chamar Cruzeiro, o clube foi dirigido por uma junta composta por João Fantoni, Wilson Saliba, Mario Torneli.